# Bohinjsko jezero
Bohinjsko jezero je največje stalno in naravno jezero v Sloveniji, ki leži v Julijskih Alpah na severozahodu države. Glavni pritok jezera je Savica, ki se v zahodnem delu jezerske kotanje prebija preko moren z balvani in se pri Ukancu izliva v jezero. Jezero je pretočno - iz jezera teče reka Jezernica, ki že po manj kot 100 m skupaj z leve strani pritekajočo Mostnico, ki priteka iz Voj, tvori reko Savo Bohinjko. Ob severnem robu jezera je več podvodnih kraških izvirov, med katerimi je najbolj poznan Govic.  
Leži v osrčju Triglavskega narodnega parka in velja za slovensko naravno znamenitost. Po površini ga v Sloveniji presegata le presihajoče Cerkniško jezero (kadar je napolnjeno) in umetno Ptujsko jezero.

## Geografija
Jezerska kotanja je ledeniško-tektonskega nastanka, v današnji obliki je nastala pred približno 10.000 leti z intenzivnim erozijskim delovanjem Bohinjskega ledenika, ki je bil ob zadnjem ledenodobnem maksimumu pred 20.000 leti debel 800 m. Ledenik je izdolbel dno in ga obdal s čelnimi morenami na vzhodnem delu jezera. Nad dolino se strmo vzpenjajo Fužinarska planota in Pršivec na severu, Vogel na jugu ter planota Komna na zahodu, na jugovzhodu pa so nižje Spodnje bohinjske gore.
Ob obali ležita naselji Ribčev Laz in Ukanc, v neposredni bližini pa še Stara Fužina, vsa sodijo pod Občino Bohinj. Kmetijstvo kot tradicionalno gospodarsko dejavnost je na širšem območju jezera v veliki meri nadomestil turizem.

### Hidrologija
Gladina jezera je bila še ob koncu zadnje ledene dobe višja za 16 m, takrat je jezero segalo do današnje Stare Fužine, kar nakazujejo tamkajšnje fosilne jezerske terase. Zahodno polovico zasipavajo sedimenti, ki jih prinaša vodotok Savica, zato je v povprečju 10 m plitvejša od vzhodne. Na najgloblji točki jezera, sredi Fužinarskega zaliva na vzhodu, znaša globina 45 m. 80 % jezera je globljega od 20 m, 20 % pa globljega od 40 m.
Pojezerje zaradi kraškega površja ni natančno razmejeno, meri pa okrog 100 km². Savica, ki je največji pritok, ima povprečen pretok okrog 5 m³/s, iztok Jezernica pa 8,34 m³/s. Razliko predstavljajo podvodni kraški izviri ob severni obali. Jezero je izrazito pretočno, po oceni se voda v njem zamenja trikrat na leto. Letni režim nihanja vodostaja jezera ima značilnosti alpskega snežno-dežnega pretočnega režima rek na območju Julijskih Alp, s spomladanskim in jesenskim viškom. Srednji letni vodostaj se od začetka 20. stoletja rahlo niža, jesenski višek pa postaja izrazitejši.
Voda je hladna, povprečna mesečna temperatura gladine niha od 1,6 ºC (februar) do 18,1 ºC (avgust). Najnižja izmerjena temperatura je bila 0 ºC, najvišja pa 24,6 ºC (junija 2003). Poleti je izrazit pojav temperaturne stratifikacije oz. prisotnost navpičnih temperaturnih slojev. Na vrhu je meter do nekaj metrov globok epilimnij, kjer vodo greje sonce in temperatura presega 20 ºC. Pod njim je metalimnij (termoklina) z izrazitim gradientom, kjer pada temperatura vsaj 1 ºC na meter globine. V avgustu se ta plast razteza med 6 in 10 m globine. Pod njo je hipolimnij, kjer je temperatura konstantno 4 ºC. Jeseni se vrhnje plasti ohladijo in jezersko vodo popolnoma premešajo vetrovi, tako da temperaturna razslojenost izgine. Pozimi je dno pri 4 ºC toplejše od gladine, ki lahko celo zamrzne, spomladi pa se zaradi deževja in vetrov voda znova popolnoma premeša.
Glede na prisotnost hranil je Bohinjsko jezero še vedno oligotrofno, torej s hranili neosnaženo. Kmetijstvo in turizem predstavljata največjo grožnjo temu stanju.

## Rastlinstvo in živalstvo
Za jezero je znanih 53 vrst planktonskih alg, ki pripadajo modrozelenim cepljivkam, dinoflagelatom, diatomejam, zelenim in zlatim algam; vrstna sestava fitoplanktona se spreminja z letnimi časi. Makrofiti, ki jih je 18 vrst, so omejeni na plitvejše predele dna, predvsem višje rastline (npr. vodne zlatice in dristavci), ki jih najdemo le v plitvinah nekaterih zalivčkov. Od zooplanktonskih organizmov so najpogostejši vodne bolhe, ceponožci in kotačniki, zanje je značilen dnevni cikel navpičnega premikanja po vodnem stolpcu - podnevi se zadržujejo v večjih globinah da se izognejo premočni sončni svetlobi in plenilcem, zvečer pa se premaknejo višje in se hranijo s fitoplanktonom. Poleg njih je razvita nevretenčarska favna dna, t. i. zoobentos, ki jo sestavlja okrog 60 vrst organizmov, predvsem ličinke žuželk, manj številčno pa so prisotni polži, školjke, raki, pijavke, maloščetinci, vrtinčarji in prostoživeče gliste. Ličinke vrbnic so pokazatelj, da je voda še razmeroma čista. Tu živi tudi vsaj 16 vrst rib, avtohtone, kot so jezerska postrv, menek, klen in pisanec, ter 6 umetno vnesenih. Od teh sta problematični predvsem jezerska zlatovčica, ki je že skoraj povsem izpodrinila jezersko postrv, in ostriž, ki se intenzivno širi.

## Šport in turizem
Čeprav manj znano od bližnjega Blejskega jezera, je Bohinjsko jezero z okolico priljubljena točka za aktivno preživljanje prostega časa. Razvito je predvsem pohodništvo po mreži pešpoti, plezanje po ledeniških balvanih ter urejenih plezališčih in padalstvo na račun toplega zraka, ki se dviga po pobočjih nad jezerom. Samo jezero nudi možnosti za plavanje, veslanje, jadranje in potapljanje. Lokalna turistična društva zadnjih nekaj let tu organizirajo prireditev Triatlon jeklenih, s plavalnim delom po jezeru. Uporaba motornih plovil v jezeru je prepovedana, razen plovil na električni pogon.
Pretežni del naselij Ukanc in Ribčev Laz ob obali ter bližnje Stare Fužine sestavljajo počitniške hišice, hoteli in počitniški domovi. V Ukancu je tudi prostor za kampiranje, ob južni obali jezera med Ukancom in Ribčevim Lazom pa še taborniški center Gozdna šola, izobraževalno središče Zveze tabornikov Slovenije. V neposredni bližini Ukanca je spodnja postaja žičnice na Vogel, naselje pa je tudi izhodišče za vzpone čez Komarčo in Komno.